# Сен-Морис-сюр-Даргуар
Сен-Мори́с-сюр-Даргуа́р, Сен-Моріс-сюр-Дарґуар (фр. Saint-Maurice-sur-Dargoire) — колишній муніципалітет у Франції, у регіоні Овернь-Рона-Альпи, департамент Рона. Населення — 2162 осіб (2011).
Муніципалітет був розташований на відстані близько 410 км на південний схід від Парижа, 26 км на південний захід від Ліона.

## Історія
До 2015 року муніципалітет перебував у складі регіону Рона-Альпи. Від 1 січня 2016 року належав до нового об'єднаного регіону Овернь-Рона-Альпи.
1 січня 2017 року Сен-Морис-сюр-Даргуар, Сен-Сорлен i Сен-Дідьє-су-Риврі було об'єднано в новий муніципалітет Шабаньєр.

## Демографія
Динаміка населення (INSEE ):
Розподіл населення за віком та статтю (2006):
| Стать | Всього | До 15 років | 15-24 | 25-44 | 45-64 | 65-85 | Понад 85 |
| --- | ------ | ----------- | ----- | ----- | ----- | ----- | -------- |
| Чоловіки | 1088   | 220         | 140   | 268   | 340   | 112   | 8        |
| Жінки | 1048   | 216         | 140   | 276   | 292   | 116   | 8        |
| \| Статево-вікова піраміда \| Статево-вікова піраміда \| Статево-вікова піраміда \| \| ----------------------- \| ----------------------- \| ----------------------- \| \| Чоловіки \| Вік \| Жінки \| \| 8 \| 85 + \| 8 \| \| 28 \| 80-84 \| 16 \| \| 24 \| 75-79 \| 20 \| \| 48 \| 70-74 \| 40 \| \| 12 \| 65-69 \| 40 \| \| 40 \| 60-64 \| 36 \| \| 84 \| 55-59 \| 80 \| \| 100 \| 50-54 \| 64 \| \| 116 \| 45-49 \| 112 \| \| 72 \| 40-44 \| 68 \| \| 68 \| 35-39 \| 88 \| \| 76 \| 30-34 \| 76 \| \| 52 \| 25-29 \| 44 \| \| 80 \| 20-24 \| 80 \| \| 60 \| 15-20 \| 60 \| \| 80 \| 10-14 \| 80 \| \| 84 \| 5-9 \| 60 \| \| 56 \| 0-4 \| 76 \| |        |             |       |       |       |       |          |
| Статево-вікова піраміда |        |             |       |       |       |       |          |
| Чоловіки | Вік    | Жінки       |       |       |       |       |          |
| 8 | 85 +   | 8           |       |       |       |       |          |
| 28 | 80-84  | 16          |       |       |       |       |          |
| 24 | 75-79  | 20          |       |       |       |       |          |
| 48 | 70-74  | 40          |       |       |       |       |          |
| 12 | 65-69  | 40          |       |       |       |       |          |
| 40 | 60-64  | 36          |       |       |       |       |          |
| 84 | 55-59  | 80          |       |       |       |       |          |
| 100 | 50-54  | 64          |       |       |       |       |          |
| 116 | 45-49  | 112         |       |       |       |       |          |
| 72 | 40-44  | 68          |       |       |       |       |          |
| 68 | 35-39  | 88          |       |       |       |       |          |
| 76 | 30-34  | 76          |       |       |       |       |          |
| 52 | 25-29  | 44          |       |       |       |       |          |
| 80 | 20-24  | 80          |       |       |       |       |          |
| 60 | 15-20  | 60          |       |       |       |       |          |
| 80 | 10-14  | 80          |       |       |       |       |          |
| 84 | 5-9    | 60          |       |       |       |       |          |
| 56 | 0-4    | 76          |       |       |       |       |          |

## Економіка
2010 року серед 1413 осіб працездатного віку (15—64 років) 1035 були активними, 378 — неактивними (показник активності 73,2%, у 1999 році було 70,2%). З 1035 активних мешканців працювало 975 осіб (524 чоловіки та 451 жінка), безробітними було 60 (29 чоловіків та 31 жінка). Серед 378 неактивних 137 осіб було учнями чи студентами, 139 — пенсіонерами, 102 були неактивними з інших причин.

У 2010 році в муніципалітеті числилось 809 оподаткованих домогосподарств, у яких проживали 2134,5 особи, медіана доходів виносила 21 113 євро на одного особоспоживача